# David Twohy
David Neil Twohy (Los Angeles, 1955. október 18. –) amerikai filmrendező és forgatókönyvíró.

## Élete és pályafutása
1955. október 18-án született a kaliforniai Los Angeles megyében. A Long Beach-i Kaliforniai Állami Egyetemen járt főiskolára, ahol rádió/televízió/film szakon szerzett végzettséget.[forrás?]
Ismertebb filmes munkái közé tartozik A szökevény, a Waterworld – Vízivilág és a G. I. Jane című filmek forgatókönyvének megírása. Rendezőként a Galaktikus támadás, valamint (a Pitch Black – 22 évente sötétség kivételével) A sötétség krónikája legtöbb részének írása és rendezése miatt is ismert.
A Merülés a félelembe című filmben egy mentőhajó brit kapitányaként tűnt fel kisebb szerepben.
A Riddick-filmsorozat negyedik részét 2023 februárjában jelentették be Riddick: Furya címmel, melynek forgatókönyvírója és rendezője lesz.

## Filmográfia
| Év   | Magyar cím                       | Eredeti cím                 | Rendező | Író  | Megjegyzések          |
| ---- | -------------------------------- | --------------------------- | ------- | ---- | --------------------- |
| 1988 | Rémecskék 2.                     | Critters 2: The Main Course | Nem     | Igen |                       |
| 1989 | Warlock                          | Warlock                     | Nem     | Igen |                       |
| 1992 | Időrés                           | Timescape                   | Igen    | Igen |                       |
| 1993 | A szökevény                      | The Fugitive                | Nem     | Igen |                       |
| 1994 | Végsebesség                      | Terminal Velocity           | Nem     | Igen | vezető filmproducer   |
| 1995 | Waterworld – Vízivilág           | Waterworld                  | Nem     | Igen |                       |
| 1996 | Galaktikus támadás               | The Arrival                 | Igen    | Igen |                       |
| 1997 | G. I. Jane                       | G.I. Jane                   | Nem     | Igen |                       |
| 2000 | Pitch Black – 22 évente sötétség | Pitch Black                 | Igen    | Igen |                       |
| 2001 | Imposztor                        | Impostor                    | Nem     | Igen |                       |
| 2002 | Merülés a félelembe              | Below                       | Igen    | Igen | cameo (brit kapitány) |
| 2004 | A sötétség krónikája             | The Chronicles of Riddick   | Igen    | Igen |                       |
| 2009 | Pokoli édenkert                  | A Perfect Getaway           | Igen    | Igen |                       |
| 2013 | Riddick                          | Riddick                     | Igen    | Igen |                       |
| 2022 |                                  | Ice Moon Rising             | Nem     | Igen |                       |
| TBA  |                                  | Running with Lions          | Igen    | Igen |                       |
| TBA  |                                  | Riddick: Furya              | Igen    | Igen |                       |

Rövidfilmek
| Év   | Magyar cím              | Eredeti cím                          | Rendező | Író    | Producer |
| ---- | ----------------------- | ------------------------------------ | ------- | ------ | -------- |
| 2000 |                         | Pitch Black: Slam City               | Igen    | Igen   | Igen     |
| 2004 | Riddick – A sötét harag | The Chronicles of Riddick: Dark Fury | Nem     | Sztori | Nem      |
| 2013 |                         | Riddick: Blindsided                  | Nem     | Igen   | Igen     |

## Fordítás
- Ez a szócikk részben vagy egészben  a   David Twohy című angol Wikipédia-szócikk fordításán alapul.  Az eredeti cikk szerkesztőit annak laptörténete sorolja fel. Ez a jelzés csupán a megfogalmazás eredetét és a szerzői jogokat jelzi, nem szolgál a cikkben szereplő információk forrásmegjelöléseként.